# Rodolphe Schönberg
Rudi Schönberg (Brussel, 1901 - 1944) was een Belgisch kunstschilder.

## Levensloop
Rodolphe, Rudolf, Dolf, Rudi Schönberg werd geboren te Brussel op 24 maart 1901. Zijn vader was Maurice E. Schönberg, geboren te Groningen 16 september 1870 en zijn moeder was Marguérite (Grete) Hélène Peiser, geboren op 21 december 1868 in Berlijn. Zij was een zuster van de vader van Kurt Peiser (1887-1962) van wie hij veelal het eerste exemplaar van diens etsen verwierf.
Hij studeerde aan de Academie in Brussel en ging ook lessen nemen bij Kurt Peiser en Gerard Jacobs. Hij werkte vooral in aquarel en maakte ook etsen. Zijn voorkeur ging uit naar maritieme thema's, vooral in Zeeland. Hij reisde ook in Engeland, Denemarken en Midden-Amerika.
In 1930 werd hij lid van de Société belge des Peintres de la Mer.
Tijdens de Tweede Wereldoorlog zat hij in het verzet, samen met een groepje kunstenaars en intellectuelen. Hij werd gearresteerd door de Gestapo en in 1944 gefusilleerd te Schaarbeek (Brussel).

## Tentoonstellingen
1933, Oostende, Galerie Studio: Exposition d'eaux-fortes et pointes-sèches (groepstentoonstelling)